# Tournoi d'ouverture du championnat du Paraguay de football 2008
Navigation
Saison précédente Tournoi suivant
Le tournoi d'ouverture de la saison 2008 du Championnat du Paraguay de football est le premier tournoi semestriel de la quatre-vingt-dix-huitième saison du championnat de première division au Paraguay. Pour la première fois dans l’histoire du championnat, la saison est scindée en deux tournois saisonniers qui délivrent chacun un titre de champion. Les douze clubs participants sont réunis au sein d'une poule unique où ils affrontent leurs adversaires deux fois, à domicile et à l'extérieur. Il n’y a ni promotion, ni relégation à l’issue du tournoi.
C'est le tenant du titre, Club Libertad qui remporte le tournoi après avoir terminé en tête du classement final, avec douze points d'avance sur Club Nacional et dix-neuf sur Cerro Porteño. C'est le treizième titre de champion du Paraguay de l'histoire du club, le troisième consécutif.

## Qualifications continentales
Le vainqueur du tournoi Ouverture est qualifié pour la Copa Libertadores 2009.

## Les clubs participants
| - Club Libertad - Club Nacional - Cerro Porteño - Club Guaraní - Club 2 de Mayo - Club Sol de América | - Club Atlético 3 de Febrero - Club Olimpia - Club Sportivo Luqueño - Tacuary FC - 12 de Octubre FC - Club Silvio Pettirossi - Promu de División Intermedia |

## Compétition
Le barème utilisé pour établir le classement est le suivant :
- Victoire : 3 points
- Match nul : 1 point
- Défaite : 0 point

### Classement
| Rang | Équipe                     | Pts | J  | G  | N | P  | Bp | Bc | Diff |
| ---- | -------------------------- | --- | -- | -- | - | -- | -- | -- | ---- |
| 1    | Club LibertadT             | 57  | 22 | 18 | 3 | 1  | 53 | 13 | +40  |
| 2    | Club Nacional              | 45  | 22 | 14 | 3 | 5  | 45 | 25 | +20  |
| 3    | Cerro Porteño              | 38  | 22 | 11 | 5 | 6  | 34 | 26 | +8   |
| 4    | Club Guaraní               | 36  | 22 | 11 | 3 | 8  | 31 | 26 | +5   |
| 5    | Club 2 de Mayo             | 31  | 22 | 9  | 4 | 9  | 27 | 26 | +1   |
| 6    | Club Sol de América        | 27  | 22 | 8  | 3 | 11 | 40 | 39 | +1   |
| 7    | Club Atlético 3 de Febrero | 27  | 22 | 8  | 3 | 11 | 32 | 40 | -8   |
| 8    | Club Olimpia               | 26  | 22 | 7  | 5 | 10 | 23 | 32 | -9   |
| 9    | Club Sportivo Luqueño      | 25  | 22 | 6  | 7 | 9  | 33 | 44 | -11  |
| 10   | Tacuary FC                 | 23  | 22 | 5  | 8 | 9  | 24 | 34 | -10  |
| 11   | 12 de Octubre FC           | 20  | 22 | 4  | 8 | 10 | 29 | 40 | -11  |
| 12   | Club Silvio PettirossiP    | 13  | 22 | 3  | 4 | 15 | 21 | 47 | -26  |

|  | Qualification pour la Copa Libertadores 2009         |
|  | T : Tenant du titre P : Promu de División Intermedia |

## Bilan de la saison
| Championnat du Paraguay de football 2008 |                           |
| Champion                                 | Club Libertad (13e titre) |
| Qualifications continentales             |                           |
| Copa Libertadores 2009                   | Club Libertad             |
| Promotions et relégations                |                           |
| Promus en Primera División               | Aucun                     |
| Relégués en División Intermedia          | Aucun                     |